# 1Team
1Team (Em coreano: 원팀, pronunciado como: "One Team") é um grupo sul-coreano de música pop formado pela Live Works Company em 2019.  O grupo é composto por 5 membros. Eles estrearam em 27 de março de 2019 com o single álbum Hello! 

## Membros
| Membro   | Nome de nascimento | Nome em coreano | Data de Nascimento                | Posição                         |
| -------- | ------------------ | --------------- | --------------------------------- | ------------------------------- |
| Rubin    | Lee Rubin          | 이루빈          | 16 de agosto de 1995 (24 anos)    | Líder e vocalista               |
| BC       | Chin Sungho        | 친승호          | 18 de julho de 1994 (26 anos)     | Rapper e vocalista              |
| Jinwoo   | Lee Jinwoo         | 이진우          | 20 de fevereiro de 1998 (22 anos) | Vocalista principal             |
| Jehyun   | Moon Jehyun        | 문제현          | 20 de abril de 1999 (21 anos)     | Vocalista e dançarino principal |
| Junghoon | Lee Junghoon       | 이정훈          | 04 de junho de 2000 (20 anos)     | Rapper e Maknae                 |

## Discografia

### Single Álbuns
| Título | Detalhes do álbum                                                                                                   | Posições nas paradas | Vendas        |
| Título | Detalhes do álbum                                                                                                   | KOR                  | Vendas        |
| ------ | --- | -------------------- | ------------- |
| Hello! | - Lançado: 27 de março de 2019 - Gravadora: Live Works Company, Kakao M - Formatos: CD, download digital, streaming | 23                   | - KOR: 4,343+ |
| Just   | - Lançado: 11 de julho de 2019 - Gravadora: Live Works Company, Kakao M - Formatos: CD, download digital, streaming | 21                   | - KOR: 4.953+ |